# Lijst van patriarchen van Constantinopel
Deze pagina bevat een lijst van patriarchen van Constantinopel. Opmerking vooraf: ook de Armeens-Apostolische Kerk heeft een patriarchaat in Constantinopel.

## BisschoppenvanByzantium(tot 337)
1. Andreas de Apostel (stichter)
2. Stachys de Apostel (38-54)
3. Onesimus (54-68)
4. Polycarpus I (69-89)
5. Plutarchus (89-105)
6. Sedecion (105-114)
7. Diogenes (114-129)
8. Eleutherius (129-136)
9. Felix (136-141)
10. Polycarpus II (141-144)
11. Athendodorus (144-148)
12. Euzois (148-154)
13. Laurentius (154-166)
14. Alypius (166-169)
15. Pertinax (169-187)
16. Olympianus (187-198)
17. Marcus I (198-211)
18. Filadelfus (211-217)
19. Cyriacus I (217-230)
20. Castinus (230-237)
21. Eugenius I (237-242)
22. Titus (242-272)
23. Dometius (272-284)
24. Rufinus I (284-293)
25. Probus (293-306)
26. Metrofanes (306-314)
27. Alexander van Byzantium (314-337)

## Bisschoppen enaartsbisschoppenvanConstantinopel(337-381)
1. Paulus I (337-339)
2. Eusebius van Nicomedia (339-341)
3. Paulus I (opnieuw; 341-342)
4. Macedonius I (342-346)
5. Paulus I (opnieuw; 346-351)
6. Macedonius I (opnieuw; 351-360)
7. Eudoxius van Antiochië (360-370)
8. Demofilus (370-379)
9. Euagrius (370 of 379)
10. Maximus (380)
11. Gregorius I van Nazianze (379-381)

## PatriarchenvanConstantinopel(vanaf 381)
1. Nectarius (381-397)
2. Johannes I Chrysostomus (398-404)
3. Arsacius van Tarsus (404-405)
4. Atticus (406-425)
5. Sisinnius I (426-427)
6. Nestorius (428-431)
7. Maximianus (431-434)
8. Proclus (434-446)
9. Flavianus (446-449)
10. Anatolius (449-458)
11. Gennadius I (458-471)
12. Acacius (471-488)
13. Fravitta van Frabitas (488-489)
14. Eufemius (489-495)
15. Macedonius II (495-511)
16. Timotheus I (511-518)
17. Johannes II van Cappadocië (518-520)
18. Epifanius (520-535)
19. Anthimus I (535-536)
20. Mennas (536-552)
21. Eutychius (552-565, 577-582)
22. Johannes III Scholasticus (565-577)
23. Johannes IV Nesteutes (582-595)
24. Cyriacus (596-606)
25. Thomas I (607-610)
26. Sergius I (610-638)
27. Pyrrhus I (638-641)
28. Paulus II (641-653)
29. Petrus (654-666)
30. Thomas II (667-669)
31. Johannes V (669-675)
32. Constantijn I (675-677)
33. Theodorus I (677-679)
34. Georgius I (679-686)
35. Paulus III (687-693)
36. Callinicus I (693-705)
37. Cyrus (705-711)
38. Johannes VI (712-715)
39. Germanus I (715-730)
40. Anastasius (730-754)
41. Constantijn II (754-766)
42. Nicetas (766-780)
43. Paulus IV van Constantinopel (780-784)
44. Sint Tarasius (784-806)
45. Niceforus I (806-815)
46. Theodotus I van Cassiteras (815-821)
47. Antonius I (821-836)
48. Johannes VII Grammaticus (837-843)
49. Methodius I (843-847)
50. Ignatius I (847-858, 867-877)
51. Photius I de Grote (858-867, 877-886)
52. Stefanus I (886-893)
53. Antonius II Kauleas (893-901)
54. Nicolaas I Mysticus (901-907, 912-925)
55. Euthymius I Syncellus (907-912)
56. Stefanus II van Amasea (925-928)
57. Tryfon (928-931)
58. Theofylactus (933-956)
59. Polyeuctus (956-970)
60. Basilius I Skamandrenus (970-974)
61. Antonius III Studites (974-980)
62. Nicolaas II Chrysoberges (984-996)
63. Sisinnius II (996-998)
64. Sergius II (999-1019)
65. Eustathius (1019-1025)
66. Alexius I Studites (1025-1043)
67. Michaël I Cerularius (1043-1058)
68. Constantijn III Lichoudas (1059-1063)
69. Johannes VIII Xifilinus (1064-1075)
70. Cosmas I (1075-1081)
71. Eustathius Garidas (1081-1084)
72. Nicolaas III Grammaticus (1084-1111)
73. Johannes IX Agapetus (1111-1134)
74. Leo Styppes (1134-1143)
75. Michaël II Kurkuas (1143-1146)
76. Cosmas II Atticus (1146-1147)
77. Nicolaas IV Muzalon (1147-1151)
78. Theodotus II (1151-1153)
79. Neofytus I (1153)
80. Constantijn IV Chliarenus (1154-1156)
81. Lukas Chrysoberges (1156-1169)
82. Michaël III van Anchialus (1170-1177)
83. Chariton (1177-1178)
84. Theodosius I Borradiotes (1179-1183)
85. Basilius II Carnaterus (1183-1186)
86. Nicetas II Muntanes (1186-1189)
87. Leontius Theotokites (1189-1190)
88. Dositheus (1190-1191)
89. Georgius II Xifilinus (1191-1198)
90. Johannes X Camaterus (1198-1206)
91. Michaël IV Autoreianus (1207-1213)
92. Theodorus II Eirenicus (1213-1215)
93. Maximus II (1215)
94. Manuel I Charitopoulos (1215-1222)
95. Germanus II (1222-1240)
96. Methodius II (1240)
97. onbezet 1240-1244
98. Manuel II (1244-1255)
99. Arsenius Autoreianus (1255-1259, 1261-1267)
100. Niceforus II (1260-1261)
101. Germanus III (1267)
102. Jozef I Galesiotes (1267-1275)
103. Johannes XI Bekkos (1275-1282)
104. Gregorius II Cyprius (1283-1289)
105. Athanasius I (1289-1293, 1303-1309)
106. Johannes XII (1294-1303)
107. Nefon I (1310-1314)
108. Johannes XIII Glykys (1315-1320)
109. Gerasimus I (1320-1321)
110. Jesaias (1323-1334)
111. Johannes XIV Kalekas (1334-1347)
112. Isidorius I (1347-1350)
113. Callistus I (1350-1354, 1355-1363)
114. Filotheus Kokkinos (1354-1355, 1364-1376)
115. Macarius (1376-1379, 1390-1391)
116. Neilus Kerameus (1379-1388)
117. Antonius IV (1389-1390, 1391-1397)
118. Callistus II Xanothopoulos (1397)
119. Mattheus I (1397-1410)
120. Euthymius II (1410-1416)
121. Jozef II (1416-1439)
122. Metrofanes II (1440-1443)
123. Gregorius III Mammas (1443-1450)
124. Athanasius II (1450-1453)
125. Gennadius II Scholarius (1453-1456, 1458, 1462-1463, 1464)
126. Isidorius II Xanthopoulos (1456-1457)
127. Sofronius I Syropoulos (1463-1464)
128. Joasaf I (1464, 1464-1466)
129. Marcus II Xylokaraves (1466)
130. Symeon I van Trebizond (1466, 1471-1474, 1481-1486)
131. Dionysius I (1466-1471, 1489-1491)
132. Rafaël I (1475-1476)
133. Maximus III Manasses (1476-1481)
134. Nefon II (1486-1488, 1497-1498, 1502)
135. Maximus IV (1491-1497)
136. Joachim I (1498-1502, 1504)
137. Pachomius I (1503-1504, 1504-1513)
138. Theoleptus I (1513-1522)
139. Jeremias I (1522-1545)
140. Joannicus I (1546)
141. Dionysius II (1546-1555)
142. Joasaf II (1555-1565)
143. Metrofanes III (1565-1572, 1579-1580)
144. Jeremias II Tranos (1572-1579, 1580-1584, 1587-1595)
145. Pachomius II (1584-1585)
146. Theoleptus II (1585-1586)
147. Mattheus II (1596, 1598-1602, 1603)
148. Elias I(1596)
149. Theofanes I Karykes (1597)
150. Meletius I Pegas (coadjutor) (1597-1598, 1601)
151. Neofytus II (1602-1603, 1607-1612)
152. Rafaël II (1603-1607)
153. Timotheus (II) (1612-1620)
154. Cyrilius I Lucaris (1612, 1620-1623, 1623-1630, 1630-1633, 1633-1634, 1634-1635, 1637-1638)
155. Gregorius IV van Amasea (1623)
156. Anthimus II (1623)
157. Cyrilius II Kontares (1633, 1635-1636, 1638-1639)
158. Athanasius III Patelaros (1634)
159. Neofytus III van Nicea (1636-1637)
160. Parthenius I (1639-1644)
161. Parthenius II (1644-1646, 1648-1651)
162. Joannicus II (1646-1648, 1651-1652, 1653-1654, 1655-1656))
163. Cyrillus III (1652-1654)
164. Parthenius III (1656-1657)
165. Gabriël II (1657)
166. Parthenius IV (1657-1662, 1665-1667, 1671, 1675-1676, 1684, 1685)
167. Theofanes II (1659)
168. Dionysius III (1662-1665)
169. Clemens (1667)
170. Methodius III (1668-1671)
171. Dionysius IV Muselimes (1671-1673, 1676-1679, 1682-1684, 1686, 1687, 1693-1694)
172. Gerasimus II (1673-1674)
173. Athanasius IV (1679)
174. Jacobus (1679-1682, 1685-1686, 1687-1688)
175. Callinicus II (1688, 1689-1693, 1694-1702)
176. Neofytus IV (1688)
177. Gabriël III (1702-1707)
178. Neofytus V (1707)
179. Cyprianus I (1707-1709, 1713-1714)
180. Athanasius V (1709-1711)
181. Cyrillus IV (1711-1713)
182. Cosmas III (1714-1716)
183. Jeremias III (1716-1726, 1732-1733)
184. Paisius II (1726-1732, 1740-1743, 1744-1748)
185. Serafeim I (1733-1734)
186. Neofytus VI (1734-1740, 1743-1744)
187. Cyrillus V (1748-1751, 1752-1757)
188. Callinicus III (1757)
189. Serafeim II (1757-1761)
190. Joannicus III (1761-1763)
191. Samuel I Chatzeres (1763-1768, 1773-1774)
192. Meletius II (1769-1769)
193. Theodosius II (1769-1773)
194. Sofronius II (1774-1780)
195. Gabriël IV (1780-1785)
196. Procopius I (1785-1789)
197. Neofytus VII (1789-1794, 1798-1801)
198. Gerasimus III (1794-1797)
199. Gregorius V (1797-1798, 1806-1808, 1818-1821)
200. Callinicus IV (1801-1806, 1808-1809)
201. Jeremias IV (1809-1813)
202. Cyrillus VI (1813-1818)
203. Eugenius II (1821-1822)
204. Anthimus III (1822-1824)
205. Chrysanthus I (1824-1826)
206. Agathangelus I (1826-1830)
207. Constantius I (1830-1834)
208. Constantius II (1834-1835)
209. Gregorius VI (1835-1840, 1867-1871)
210. Anthimus IV (1840-1841, 1848-1852)
211. Anthimus V (1841-1842)
212. Germanus IV (1842-1845, 1852-1853)
213. Meletius III (1845)
214. Anthimus VI (1845-1848, 1853-1855, 1871-1873)
215. Cyrillus VII (1855-1860)
216. Joachim II (1860-1863, 1873-1878)
217. Sofronius III (1863-1866)
218. Joachim III (1878-1884, 1901-1912)
219. Joachim IV (1884-1887)
220. Dionysius V (1887-1891)
221. Neofytus VIII (1891-1894)
222. Anthimus VII (1895-1897)
223. Constantijn V (1897-1901)
224. Germanus V (1913-1918)
225. onbezet 1918-1921
226. Meletius IV (1921-1923)
227. Gregorius VII (1923-1924)
228. Constantijn VI (1924-1925)
229. Basilius III (1925-1929)
230. Photius II (1929-1935)
231. Benjamin I (1936-1946)
232. Maximus V (1946-1948)
233. Athenagoras I (1948-1972)
234. Dimitrios I (1972-1991)
235. Bartholomeus I (1991-heden)

Let op
- verschillende spellingen van dezelfde naam